# Microtendipes satchelli
Microtendipes satchelli är en tvåvingeart som beskrevs av Freeman 1955. Microtendipes satchelli ingår i släktet Microtendipes och familjen fjädermyggor. Inga underarter finns listade i Catalogue of Life.